# Мелет-Ирмак
Мелет-Ирмак (Мелет, тур. Melet Irmağı) — река в Турции. Берёт исток севернее города Коюльхисар в иле Сивас. Между реками Мелет-Ирмак и Кызылырмак расположен хребет Джаник, средняя часть Понтийских гор. Течёт через районы Месудие, Карадюз, Улубей. Впадает в Чёрное море к востоку от города Орду.
Отождествляется с рекой Мелантий (др.-греч. Μελάνθιος от μέλας — «чёрный», лат. Melanthius), упоминаемой Аррианом, Птолемеем и Плинием.
Яглыдере, Мелет-Ирмак и другие реки западнее реки Харшит имеют более крупные бассейны, до 1000 км², но водность у них меньше, модуль стока не превышает 10–15 л/сек⋅км². Питание снеговое и дождевое. Кроме весеннего половодья наблюдаются частые и мощные паводки в течение всего года, с преобладанием в осенне-зимнее время. В горах русла рек порожисто-водопадное, а близ моря их можно отнести к полугорным. В целом, в Восточно-Понтийских горах чётко проявляется вертикальная зональность природы, это прослеживается как в формировании стока и наносов, так и в процессе образования русел и в транспортирований аллювия.
У деревни Топчам на реке построена плотина гидроэлектростанции установленной мощностью 61 МВт. Годовое производство электроэнергии — 200 ГВт⋅ч. Установлено три турбины. Станция введена в эксплуатацию в декабре 2017 года.